# Modèle médical de l'autisme
Le modèle médical de l'autisme, encourage la recherche continue sur les causes de l'autisme, dont l'objectif principal est de trouver un moyen de le prévenir ou de le guérir. C'est un sous-ensemble du modèle médical du handicap. Ce modèle préconise une variété d'objectifs, dont l'augmentation de la sensibilisation à la prévalence de l'autisme, un diagnostic plus précoce et plus accessible, l'élimination des comportements autistiques par le biais de thérapies telles que l'analyse comportementale appliquée, l'identification des facteurs environnementaux qui peuvent causer l'autisme dans la petite enfance, et l'identification d'un marqueur génétique pour permettre de détecter l'autisme in utero.
Les défenseurs du modèle médical estiment que l'autisme est un trouble causé par des anomalies génétiques ou des influences environnementales, que les avantages potentiels dus à l'autisme ne l'emportent pas sur les déficits, et que les personnes autistes vivraient mieux si elles n'étaient pas autistes.
De nombreux organismes et des professionnels de santé adhèrent au modèle médical, dont la plupart sont à but non lucratif. Le mouvement pour les droits des personnes autistes est le principal critique de ce modèle médical.

## Définition médicale
L'autisme est défini dans le DSM-IV-TR comme présentant au moins six symptômes, dont au moins deux de dépréciation qualitative dans les interactions sociales, au moins un de dépréciation qualitative dans la communication, et au moins un symptôme de restriction et de comportements répétitifs. Ces symptômes incluent le manque de réciprocité sociale ou émotionnelle, le langage stéréotypé, répétitif, ou idiosyncrasique, et une préoccupation persistante pour des parties d'objets.

## Défense du modèle médical
Le modèle médical a été le plus commun parmi les positions sur l'autisme depuis les publications princeps de Leo Kanner et Hans Asperger, en 1943. Des chercheurs de l'époque croyaient que l'autisme était proche de la schizophrénie.
En 1965, la National Society for Autistic Children, qui deviendra plus tard l'Autism Society of America, a été fondée par Bernard Rimland et Ruth C. Sullivan, avec un petit groupe d'autres parents. Elle ne préconise pas explicitement de guérir l'autisme.
En 1995, l'Autism Research Institute (ARI) commence à organiser une conférence annuelle, Defeat Autism Now! (DAN!), pour discuter des derniers développements en matière de recherche. En 2011, l'ARI a renommé cette conférence.
En 2005, Autism Speaks est fondé par Bob Wright et Suzanne Wright, un an après que leur petit-fils Christian ait été diagnostiqué comme autiste. Autism Speaks est devenu depuis le plus reconnu des organismes liés à l'autisme dans le monde entier. D'autres célébrité soutiennent le modèle médical, dont Ed Asner, Toni Braxton, Jim Carrey, Byron Dafoe, Sarah Gardner, Robert Francis Kennedy Jr., Olaf Kölzig, Scott Mellanby, Zack Pierre, AJ Rafael et Mike Rio.
En 2008, la première Journée mondiale de sensibilisation à l'autisme a été célébrée après une Assemblée générale des Nations unies et une résolution reconnaissant cette journée en décembre 2007,,,.

### Groupes promouvant le modèle médical
- Athletes Against Autism, une association d'athlètes fondée par trois joueurs de la Ligue nationale de hockey, s'appuie sur des athlètes célèbres pour promouvoir la sensibilisation et la collecte de fonds.
- Autism Research Institute (ARI) est une ressource d'informations préconisant diverses méthodes de traitement de l'autisme, dont certaines ont été médicalement discréditées. L'ARI a organisé une conférence annuelle appelée Defeat Autism Now! de 1995 à 2011.
- Autism Speaks est une organisation dédiée à la sensibilisation, la recherche et le plaidoyer sur les politiques publiques. Autism Speaks a fusionné avec la National Alliance for Autism Research et Cure Autism Now.
- Center for Autism and Related Disorders (CARD), un service de thérapie qui fournit principalement à des familles des thérapies par analyse comportementale appliquée.
- Vaincre l'autisme.

## Activités et événements
- En 2002, le Royaume-Uni lance Autism Sunday, une journée internationale de prière observée le deuxième dimanche de février.
- Avril est désigné comme le mois de la sensibilisation à l'autisme pour promouvoir la couverture médiatique et la collecte de fonds pour l'autisme et les organisations connexes. En 2008, l'Assemblée Générale des Nations unies raconnaît le 2 avril comme journée mondiale de sensibilisation à l'autisme[7],[8],[9],[10].
- En 2010, Autism Speaks a lancé Light It Up Blue, une campagne de sensibilisation et de collecte de fonds exhortant les propriétaires et les entreprises à remplacer leurs ampoules avec des ampoules bleues le 2 avril.

## Questions

### Guérison et la prévention
Le mouvement pro-soin est une vue de l’autisme comme un trouble caractérisé par des déficiences, surtout dans la communication et l'interaction sociale. Bien que les traits positifs tels que l'autisme savant puissent être reconnus, ils ne sont pas vus comme l'emportant sur les points négatifs. Différents mouvements sont en faveur du modèle médical du handicap en ce qui concerne l'autisme. Ils estiment que les comportements atypiques des personnes autistes s'expriment au détriment des individus, tant sur le plan social que professionnel, et devraient donc être réduits ou éliminés, par le biais de thérapies. Les expériences de vie des personnes autistes elles-mêmes sont considérées comme ne devant pas être prises en compte[réf. nécessaire].
La cofondatrice d'Autism Speaks Suzanne Wright a publié un « Appel à l'Action » au moment de l'organisation du premier sommet politique national de Washington, DC, en expliquant l'urgence de ce qu'elle appelle l'autism crisis Dans cet essai, elle assimile les enfants autistes à des êtres « absents » et « gravement malades », et détaille l'épuisement de leurs parents.

### Sensibilisation

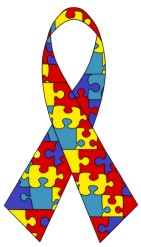
La ruban en pièces de puzzle est le symbole le plus reconnu pour la sensibilisation à l'autisme.

Des campagnes de sensibilisation par divers organismes attirent l'attention sur la prévalence de l'autisme, estimée en 2012, de 1 personne sur 68 par les Centers for Disease Control and Prevention (CDC) des États-Unis. Ce chiffre a augmenté depuis l'estimation de 1 sur 150 en 2000. La prévalence est utilisée pour décrire la portée et de l'ampleur du problème, et l'augmentation au cours du temps est utilisée pour présenter le problème comme urgent. Certaines organisations et personnes appellent même l'autisme une épidémie. Des campagnes de sensibilisation éduquent les gens, pas seulement à propos de la prévalence de l'autisme, mais aussi sur ses caractéristiquese. Presque toutes les organisations liées à l'autisme disposent d'un flyer ou d'une section de leur site web décrivant ce que l'autisme est. Les descriptions utilisées par le modèle médical sont généralement fondées sur les faits et sur le vocabulaire utilisé dans les revues médicales.
L'autisme est classé comme un trouble dans le Manuel Diagnostique et Statistique des Troubles Mentaux et la Classification Statistique Internationale des Maladies et des Problèmes de Santé Connexes. Des tentatives ont été faites pour placer un chiffre sur le coût financier de l'autisme, adressée à la fois à un public savant et populaire

## Critiques
Les militants comme Jim Sinclair, Donna Williams et Damon Matthieu Wise, des organisations telles que Aspies For Freedom et l'Autistic Self Advocacy Network, soutiennent que l'autisme n'est pas une maladie, mais une variante normale au sein de la diversité neurologique humaine. Les problèmes rencontrés par les personnes autistes sont attribués à la discrimination plutôt qu'à des déficiences. Les partisans de ce mouvement estiment que les particularités des personnes autistes devraient être acceptées et que les efforts visant à éliminer l'autisme ne doivent pas être comparés, par exemple, à ceux pour guérir le cancer, mais plutôt à la notion archaïque de guérison de la gauche d'impartialité,.
Les thérapies qui tentent de restreindre les comportements autistiques, en particulier l'analyse comportementale appliquée (ABA), ont été contestées pour des raisons éthiques. Les militants des droits dans l'autisme soutiennent que la thérapie ABA et la restriction des stéréotypies « et d'autres mécanismes autistiques d'adaptation » sont mentalement dangereux, que la thérapie par aversion et l'utilisation des mesures de contention sont physiquement dangereux, et que d'autres traitements comme la chélation sont dangereux. Michelle Dawson, une Canadienne, a témoigné en cour contre le gouvernement canadien pour stopper le financement de la thérapie ABA. Une personne autiste nommée Jane Meyerding a critiqué la thérapie qui tente d'éliminer des comportements autistiques, parce qu'elle estime que les comportements que la thérapie tente de supprimer sont des tentatives pour communiquer.